# Visitazione (Tintoretto Bologna)
La Visitazione o Visitazione e i Santi Giuseppe e Zaccaria  è un dipinto del pittore veneziano Tintoretto, realizzato circa nel 1550 e conservato nella Pinacoteca Nazionale di Bologna.
L'opera rappresenta l'episodio evangelico della visita di Maria, incinta di Gesù, a sua cugina Elisabetta, più anziana di lei e prossima  anch'essa a dare alla luce un bambino: Giovanni Battista.

## Descrizione e stile
Il dipinto, proveniente dalla chiesa bolognese di San Pietro Martire, presenta l'incontro della Vergine Maria e Santa Elisabetta presso l'ingresso della casa di quest'ultima, situata su un leggero pendio. La Vergine Maria, a sinistra, indossa un vestito rosaceo con una sottoveste blu scura, un mantello dello stesso colore del vestito e un velo in testa. Elisabetta, a destra, indossa invece una gonna leggera e un vestito con una sfumatura rossiccia e tende le mani per accogliere e abbracciare la cugina. 

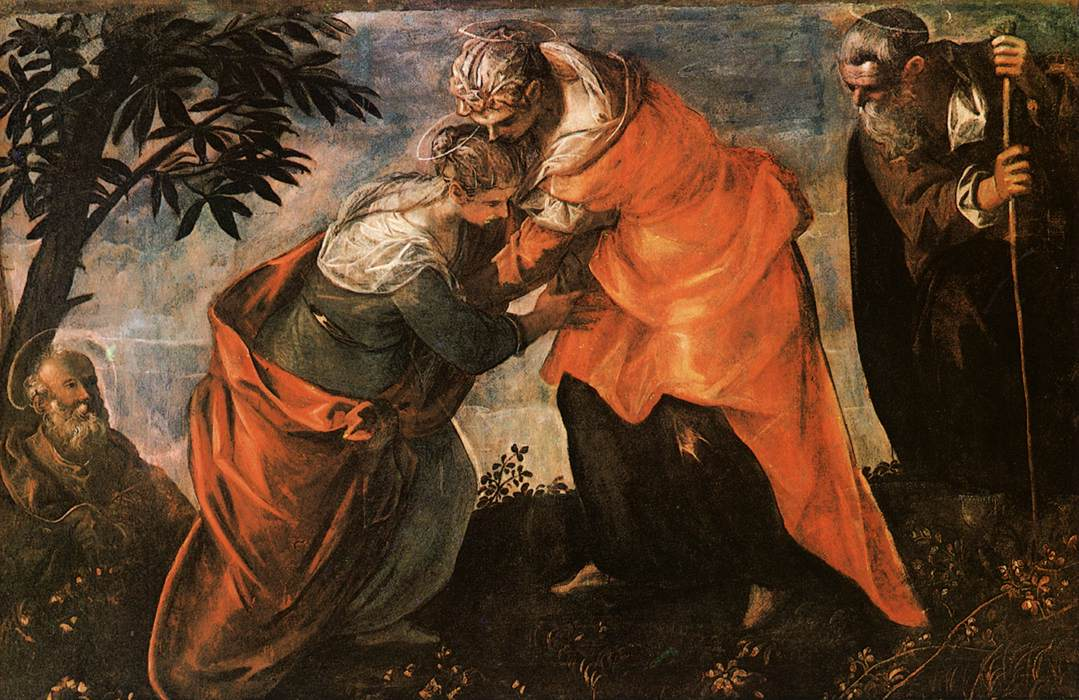
Altro dipinto di Tintoretto realizzato circa nel 1588 sulla Visitazione nella Scuola Grande di San Rocco a Venezia.

Le prime parole del saluto di Elisabetta a Maria ("Benedetta sei tu fra le donne"), ulteriore conferma di quanto già detto dall'arcangelo Gabriele nell'Annunciazione, sono iscritte sul basamento roccioso, ai piedi della Vergine. Allo stesso modo, le parole iniziali del Magnificat, il canto di lode di Maria, sono incise sui suoi stessi piedi: "L'anima mia magnifica il Signore". 
Tintoretto ritrae Maria e Elisabetta che si salutano ancora separate ma in procinto di abbracciarsi (a differenza di quanto avviene nella Visitazione della Scuola Grande di San Rocco a Venezia, dove l'abbraccio è già avvenuto). 
Dietro a Maria arriva il marito, San Giuseppe, sostenuto da un gruppo di persone, delle quali uno ha un'aria di attesa.
San Zaccaria, marito di Elisabetta, si trova invece a lato della casa, su un piano inferiore, appoggiato a un bastone che ne suggerisce l'età avanzata . All'ingresso della casa c'è una giovane donna che osserva la scena.
Per quanto riguarda la composizione, il dipinto è caratterizzato dalle grandi proporzioni delle figure della Vergine Maria e Santa Elisabetta che grandeggiano sulla scena.
La tela ebbe un discreto successo a Bologna e, come si afferma sul sito della Pinacoteca Nazionale di Bologna, "dovette essere assai importante nell'educazione estetica dei giovani Carracci".